# ミカドチョウチョウウオ
ミカドチョウチョウウオ（三角蝶々魚、学名：Chaetodon baronessa）は、スズキ目チョウチョウウオ科に分類される魚類の一種。種小名は「男爵夫人」を意味する。　

## 形態
- 全長15cm[3]。
- 体形は三角形である[4]。
- 灰色の体側に山の形の黄色い横縞が並ぶ[4]。
- 目と鰓を通るそれぞれの帯は黒い[4]。

よく似た種

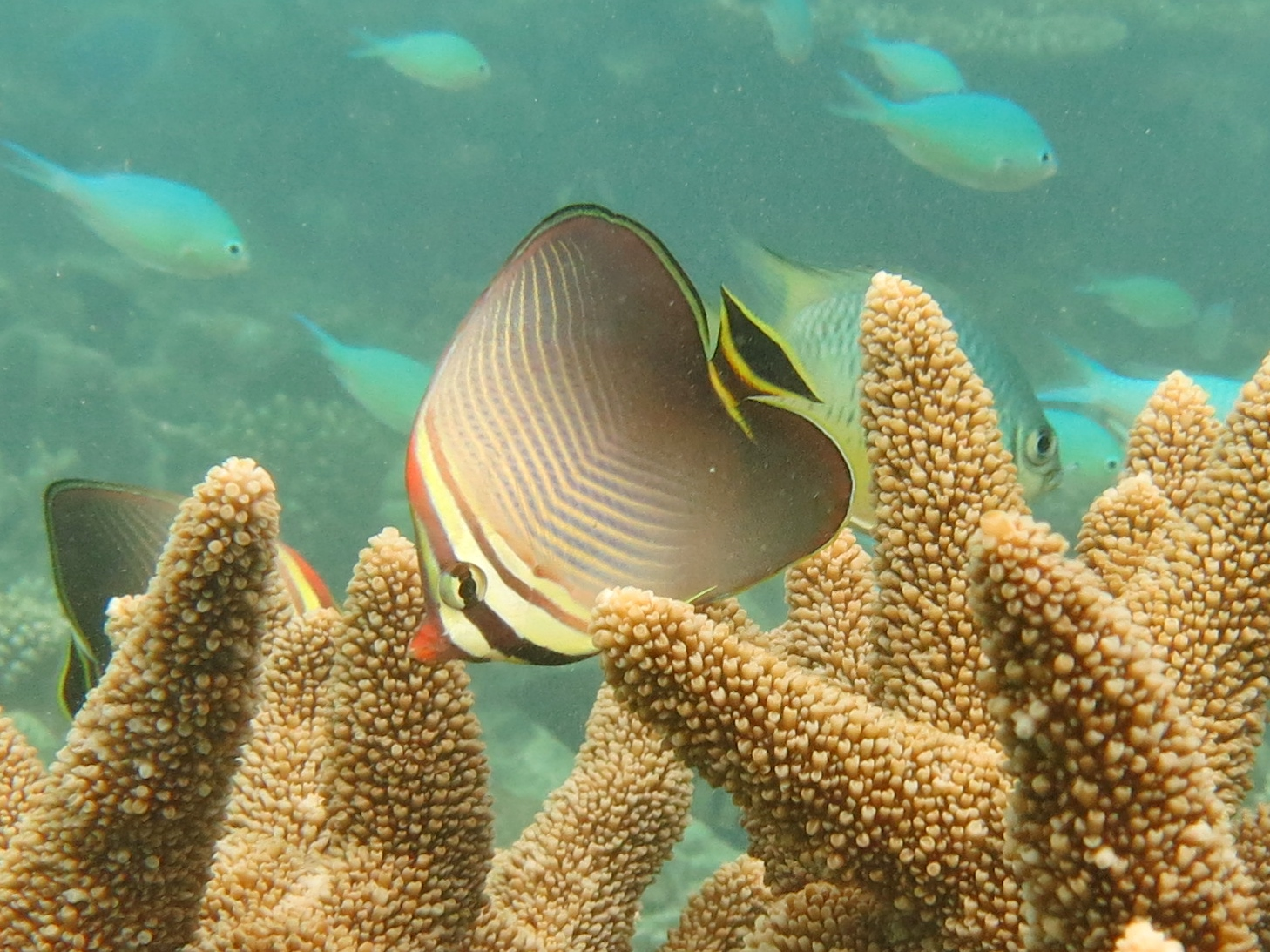
トライアンギュラー・バタフライフィッシュ

インド洋には本種とよく似たトライアンギュラー・バタフライフィッシュが生息する。本種との違いは、尾鰭に黄色の曲線が通っている点である。本種とは分布域が東部インド洋で重なる。

## 生態
ミドリイシのポリプを専食する。
水深3-15mのサンゴ礁にペアで生息する。

## 分布
西部太平洋、東部インド洋。日本の場合、幼魚は駿河湾以南、成魚は奄美大島以南で観察される。

## 人とのかかわり
観賞魚。ポリプ食のため飼育は難しい。